# 幸福控股（香港）
幸福控股（香港）有限公司，簡稱幸福控股（香港）（英語：AVIC Joy Holdings (HK) Limited，港交所：0260），在2005年4月22日，從豐泰集團國際有限公司更名而來。
業務為主要從事投資於業務為買賣轉換零件及加氣站設備、經營加氣站及LED節能街燈投資的公司。該公司前身為「中油潔能集團有限公司」和「中國環保投資股份有限公司」。
公司在香港註冊，非執行董事兼董事會主席為季貴榮先生，行政總裁為汪曉偉。2005年2月28日，北京中油就供應有關於中國經營液化天然氣及壓縮天然氣加氣站所需的設備而訂立主要協議。
2015年12月2日，該公司以55%權益出售通達環保技術有限公司，主要從事投資控股，而當時附屬公司則於中國從事管理及經營二極發光體能源管理合約及二極發光體產品貿易，總代價為2690萬港元，賣家為Merit Progress International Limited和Premium Talent Enterprises Limited。

## 外部連結
- irasia.com/listco/hk/avicjoyhk/index.htm （页面存档备份，存于）